# Anna Dymna
Anna Dymna (tên khai sinh: Małgorzata Dziadyk, sinh ngày 20 tháng 7 năm 1951 tại Legnica, Dolnoslaskie) là một diễn viên điện ảnh và diễn viên sân khấu người Ba Lan. Bà là người sáng lập và là chủ tịch của tổ chức từ thiện Fundacja Mimo Wszystko (2003) dành cho những người khó khăn và khuyết tật.

## Tiểu sử
Anna Dymna tốt nghiệp Học viện nghệ thuật sân khấu quốc gia AST ở Kraków (PWST) vào năm 1973. Năm 1969, bà lần đầu tham gia diễn xuất trên sân khấu của Nhà hát Teatr im. Juliusz Słowacki ở Kraków. Lúc ấy, Anna Dymna đóng vai kép Isia và Chochoł trong vở kịch Wesele của đạo diễn Stanisław Wyspiański.
Tài năng và vẻ đẹp "tươi tắn, tự nhiên mà quyến rũ" giúp Anna Dymna thành công trên con đường nghệ thuật. Trong những năm theo đuổi diễn xuất, bà đóng hàng trăm vai diễn trên cả lĩnh vực sân khấu và điện ảnh. Nhờ vào đó, Anna Dymna được nhận nhiều giải thưởng quan trọng cho những thành tựu nghệ thuật của mình, tiêu biểu như Giải Mặt nạ vàng (1996, 1999, 2000), Giải thưởng Wiktor (2009) ở hạng mục Nhân vật truyền hình, Huân chương Polonia Restituta (2004 và 2014)  và Huy chương vàng Huy chương Công trạng về văn hóa - Gloria Artis (2005).
Năm 2003, Anna Dymna thành lập một quỹ từ thiện có tên là "Mimo Wszystko" nhằm mục đích cải thiện điều kiện sống của những người khó khăn và khuyết tật.